# 舊量子論

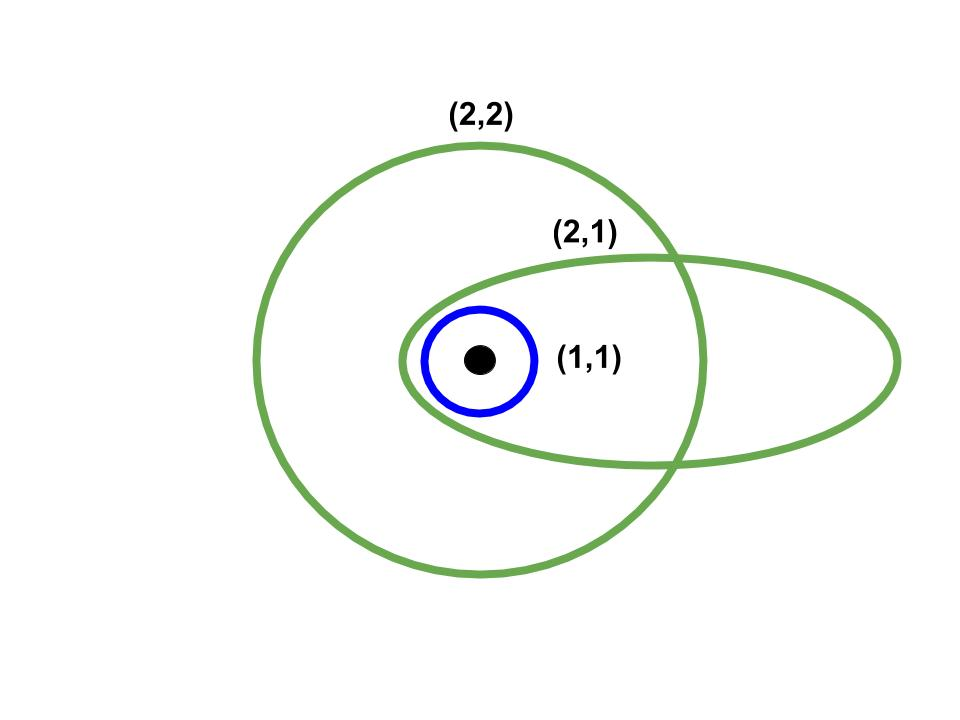
舊量子論系统

舊量子論（英語：Old quantum theory）是一些比現代量子力學還早期，出現於1900年至1925年之間的量子理論。雖然並不很完整或一致，這些啟發式理論是對於經典力學所做的最初始的量子修正。舊量子論最亮麗輝煌的貢獻無疑應屬波耳模型。自從夫朗和斐於1814年發現了太陽光譜的譜線之後，經過近百年的努力，物理學家仍舊無法找到一個合理的解釋。而波耳的模型居然能以簡單的算術公式，準確地計算出氫原子的譜線。這驚人的結果給予了科學家無比的鼓勵和振奮，他們的確是朝著正確的方向前進。很多年輕有為的物理學家，都開始研究量子方面的物理。因為，可以得到很多珍貴的結果。
直到今天，舊量子論仍舊有聲有色地存在著。它已經轉變成一種半古典近似方法，稱為WKB近似。許多物理學家時常會使用WKB近似來解析一些極困難的量子問題。在1970年代和1980年代，物理學家马丁·古茨威勒(Martin Gutzwiller)發現了怎樣半經典地解析混沌理論之後，這研究領域又變得非常熱門。（參閱量子混沌理論 (quantum chaos)）。

## 基本原理
舊量子論的基本原理談到原子系統的運動是量子化的，離散的。原子系統遵守經典力學；但不是每一種運動都合法，只有那些遵守舊量子條件的運動是合法的：
{\displaystyle \oint p_{i}dq_{i}=n_{i}h\,\!}；
其中，{\displaystyle p_{i}\,\!}是動量，{\displaystyle q_{i}\,\!}是對應的坐標，{\displaystyle n_{i}\,\!}是整數的量子數，{\displaystyle h\,\!}是普朗克常數。
舊量子條件又稱為威爾森-索末菲量子化定則，是由威爾森和索末菲各自發現的。舊量子條件公式的閉路積分取於整個運動的一週期，是相空間的面積，稱為作用量。由於在這裏，作用量被量子化為以普朗克常數為單位的整數，因此，普朗克常數時常被稱為作用量的量子。
為了要符合舊量子條件，經典運動必須是可分的，意思是說，運動方程式可以分為幾個獨立部份，每一個獨立部份都包含了一個不同的坐標{\displaystyle q_{i}\,\!}，而每一個坐標的方程式部份所描述的運動都是週期性的。不同部份描述的運動不一定會有同樣的週期，它們的週期甚至是互相不可通約的。可是，整個系統必須有一組可分的坐標，每一個坐標的方程式部份都分別描述一個週期性的運動。
使用舊量子條件的動機，一個是對應原理，還有一個就是量子化的物理量必須是緩漸不變量的實際物理觀察。例如，給予諧振子的普朗克量子化定律，這兩個條件中，任意一個條件決定了量子化一個一般系統的正確經典物理量。

## 範例

### 諧振子
在舊量子論裏，最簡單的系統，諧振子系統，其哈密頓量{\displaystyle H\,\!}是
{\displaystyle H={p^{2} \over 2m}+{m\omega ^{2}q^{2} \over 2}\,\!}；
其中，{\displaystyle p\,\!}是動量，{\displaystyle m\,\!}是質量，{\displaystyle \omega \,\!}是角頻率，{\displaystyle q\,\!}是坐標。
哈密頓量{\displaystyle H\,\!}的等位集是橢圓形軌道。哈密頓量{\displaystyle H\,\!}等於能量{\displaystyle E\,\!}。舊量子條件要求軌道在相空間所圍入的區域面積{\displaystyle A\,\!}必須是普朗克常數乘以整數倍數{\displaystyle n\,\!}。因此，
{\displaystyle A=\pi ab=\pi {\sqrt {2mE}}{\sqrt {2E/m\omega ^{2}}}=2\pi E/\omega =nh\,\!}；
其中，{\displaystyle a={\sqrt {2mE}}\,\!}、{\displaystyle b={\sqrt {2E/m\omega ^{2}}}\,\!}分別是橢圓的半軸。
所以，依照威爾森-索末菲量子化定則能量{\displaystyle E\,\!}是
{\displaystyle E=n\hbar \omega \,\!}；
其中，{\displaystyle \hbar \,\!}是約化普朗克常數。
這眾所皆知的量子化能量結果，時常用來建立其它舊量子條件。
通過平均每一個離散態的能量，假設處於的離散態的機率是波茲曼分佈 (Boltzmann distribution)，量子化諧振子的熱性質可以用方程式表達為
{\displaystyle U=3N{\cfrac {\sum _{n}\hbar \omega ne^{-n\hbar \omega /k_{B}T}}{\sum _{n}e^{-n\hbar \omega /k_{B}T}}}=3N{\cfrac {\hbar \omega }{e^{\hbar \omega /k_{B}T}-1}}\,\!}；
其中，{\displaystyle N\,\!}是諧振子的總數，{\displaystyle U\,\!}是系統的熱能量，{\displaystyle k_{B}\,\!}是波茲曼常數。
由於每一個諧振子的自由度是3，所以熱能量方程式有一個係數{\displaystyle 3N\,\!}。從上述公式，可以計算出諧振子的比熱：
{\displaystyle C_{V}={\frac {\partial U}{\partial T}}=3N{\frac {(\hbar \omega )^{2}}{k_{B}T^{2}}}{\frac {e^{\hbar \omega /k_{B}T}}{(e^{\hbar \omega /k_{B}T}-1)^{2}}}\,\!}。
上述這兩個方程式就是愛因斯坦模型的主要結果。當溫度{\displaystyle T\,\!}超高，{\displaystyle k_{B}T\gg \hbar \omega \,\!}的時候，熱能量和比熱分別近似為
{\displaystyle U\to 3Nk_{B}T\,\!}、
{\displaystyle C_{V}\to 3Nk_{B}\,\!}。
對於一個擁有{\displaystyle N\,\!}個諧振子的三維振動系統，這結果與經典的能量均分定理結果相符合。取能量量子趨向0的經典極限，{\displaystyle \hbar \omega \to 0\,\!}，則在任意溫度{\displaystyle T\,\!}，這結果都正確。
當{\displaystyle k_{B}T\,\!}超低，{\displaystyle k_{B}T\ll \hbar \omega \,\!}的時候，系統非常冷，諧振子的熱能量{\displaystyle U\,\!}會以指數函數趨向零，比熱的物理行為也一樣。在1900年前後，很多氣體、液體、固體的比熱實驗都得到了這非經典結果，證明了理論的正確性。
做實驗測量，在低溫時，固體的比熱較低。溫度越接近绝对零度，比熱就越接近零。通過研究和觀察熱力學第三定律的內容，可以推斷，對於所有物質，這句話都成立。早在十九世紀，詹姆斯·麥克斯韋尖銳的觀察力就發覺到這經典力學與冷材料比熱之間的矛盾。但是，研究物質原子理論的物理學家都被這謎團深深地困惑。1906年，為了解答這難題，阿爾伯特·愛因斯坦建議原子的運動是量子化的。他首先將量子理論應用於一個力學系統。不久之後，彼得·德拜應用量子化諧振子和其各種頻率，給出一個固體比熱的數量理論（參閱愛因斯坦模型和德拜模型）。

### 一維位勢
一維問題的解析相當容易。給予任意能量{\displaystyle E\,\!}，從能量守恆定律，可以計算出粒子的動量：
{\displaystyle p={\sqrt {2m(E-V(q))}}\,\!}；
其中，{\displaystyle V(q)\,\!}是坐標為{\displaystyle q\,\!}的地點的位勢。
轉向點是粒子動量消失的位置。在經典轉向點之間，將這動量的公式積分於所有{\displaystyle q\,\!}的可能值，再加入舊量子條件，就可以得到舊量子條件的方程式。
假設，這問題是盒中粒子問題。則舊量子條件方程式為
{\displaystyle 2\int _{0}^{L}pdq=nh\,\!}；
其中，{\displaystyle n\,\!}是正整數，{\displaystyle L\,\!}是盒子的長度。
那麼，容許的動量是
{\displaystyle p={nh \over 2L}\,\!}，
容許的離散能級是
{\displaystyle E={n^{2}h^{2} \over 8mL^{2}}\,\!}。
再擧一個簡單的一維案例。一個位於正半直線的線性位勢，在{\displaystyle q=0\,\!}位置有一個無限大的位勢牆，在{\displaystyle q>0\,\!}區域，位勢與坐標成正比。使用量子力學正規理論的方法來解析是一個相當困難的工作；使用半經典方法，雖然解答不是解析解，而是近似解，但量子數越高，這解答越準確。不失去線性的一般性，可以將位勢表達為
{\displaystyle V(q)=-Fq\,\!}；
其中，{\displaystyle F\,\!}是一個常數。
那麼，作用於粒子的力量是
{\displaystyle F=-{\frac {\partial V(q)}{\partial q}}\,\!}。
舊量子條件是
{\displaystyle 2\int _{0}^{E/F}\ {\sqrt {2m(E-Fq)}}\ dq=nh\,\!}。
經過一番運算，可以得到
{\displaystyle {\frac {4{\sqrt {2m}}E^{3/2}}{3F}}=nh\,\!}。
所以，能級是
{\displaystyle E=\left({\frac {3nhF}{4{\sqrt {2m}}}}\right)^{2/3}\,\!}。

### 旋轉子
在一根長度為{\displaystyle R\,\!}的無質量剛杆的一端，連結著一個質量為{\displaystyle M\,\!}的粒子，稱這連結體為旋轉子。假設，剛杆的另外一端固定於一個固定點，則旋轉子可以繞著這固定點作旋轉運動。採用極坐標系，這旋轉子的旋轉運動的拉格朗日量{\displaystyle L\,\!}是
{\displaystyle L={\frac {1}{2}}MR^{2}{\dot {\theta }}^{2}\,\!}；
其中，{\displaystyle \theta \,\!}是角坐標。
角坐標的共軛動量{\displaystyle J\,\!}是
{\displaystyle J=MR^{2}{\dot {\theta }}\,\!}。
舊量子條件要求{\displaystyle \theta \,\!}的週期、{\displaystyle J\,\!}，兩個物理量的乘積為普朗克常數乘以整數倍數{\displaystyle n\,\!}：
{\displaystyle 2\pi J=nh\,\!}。
也就是說，角動量{\displaystyle J\,\!}是約化普朗克常數{\displaystyle \hbar \,\!}的整數倍數。將這舊量子條件帶入波耳模型，就可以得到氫原子的能級！
延伸至三維空間，採用球坐標系，旋轉子可以用天頂角{\displaystyle \theta \,\!}和方位角{\displaystyle \phi \,\!}來描述。拉格朗日量{\displaystyle L\,\!}是
{\displaystyle L={\frac {1}{2}}MR^{2}{\dot {\theta }}^{2}+{\frac {1}{2}}MR^{2}(\sin \theta {\dot {\phi }})^{2}\,\!}。
兩個共軛動量分別為
{\displaystyle p_{\theta }=MR^{2}{\dot {\theta }}\,\!}、
{\displaystyle p_{\phi }=MR^{2}\sin ^{2}\theta {\dot {\phi }}\,\!}。
由於{\displaystyle L\,\!}顯性地跟方位角{\displaystyle \phi \,\!}無關，方位角{\displaystyle \phi \,\!}是一個循環坐標。{\displaystyle \phi \,\!}的運動方程式很簡單：
{\displaystyle p_{\phi }=l_{\phi }\,\!}；
其中，常數{\displaystyle l_{\phi }\,\!}是角動量的z-分量。
舊量子條件要求常數{\displaystyle l_{\phi }\,\!}的積分，從弧度為{\displaystyle 0\,\!}至{\displaystyle 2\pi \,\!}，等於普朗克常數{\displaystyle \hbar \,\!}乘以整數倍數{\displaystyle m\,\!}。因此，
{\displaystyle 2\pi l_{\phi }=mh\,\!}。
整數倍數{\displaystyle m\,\!}就是磁量子數。假設在旋轉子一端的粒子帶有電荷，則角動量的z-分量是旋轉子沿著z方向的磁矩。
由於三維的旋轉子是繞著一個旋轉軸做旋轉運動，總角動量的限制應該與二維旋轉子的限制相同。兩個舊量子條件要求總角動量和其z-分量分別等於約化普朗克常數{\displaystyle \hbar \,\!}乘以整數倍數  {\displaystyle l\,\!}、{\displaystyle m\,\!}。現代量子力學可以複製這兩個舊量子條件。但是，在舊量子論時代，這兩個舊量子條件指引出一個弔詭：相對一個任意選定的z-軸，怎樣將角動量的取向量子化？這動作似乎特別選出了空間中的一個偏愛方向。
關於一個旋轉軸的角動量，其量子化稱為空間量子化。旋轉不變性的概念似乎與空間量子化不相容。現代量子力學也同樣地量子化角動量。但是，對於任意取向，明確的角動量離散態是其它取向的量子態的疊加。因此，量子化過程並不會選出一個偏愛的旋轉軸。所以，空間量子化這術語不再被使用；而改稱為角動量量子化。

### 氫原子
氫原子物理的角部分只是一個旋轉子，給出量子數  {\displaystyle l\,\!}、{\displaystyle m\,\!}。剩餘的徑向部分是在位勢作用下的週期性一維運動，可以解析。
給予固定值的總角動量  {\displaystyle L\,\!}，一個經典克卜勒問題的哈密頓量  {\displaystyle H\,\!}是（為了簡化方程式，重定義質量的單位和能量的單位。這樣，可以吸收兩個常數：質量和庫侖定律的係數  {\displaystyle {\frac {e^{2}}{4\pi \epsilon _{0}}}\,\!}）：
{\displaystyle H={p^{2} \over 2}+{L^{2} \over 2r^{2}}-{1 \over r}\,\!}；
其中，{\displaystyle r\,\!}是徑向坐標，{\displaystyle p\,\!}是徑向動量。
設定能量為常數  {\displaystyle E\,\!}，徑向動量是
{\displaystyle p={\sqrt {2E-{L^{2} \over r^{2}}+{2 \over r}}}\,\!}。
由於位勢乃反平方連心勢，經典的電子運動軌道是橢圓。近拱點{\displaystyle r_{1}\,\!}和遠拱點{\displaystyle r_{2}\,\!}分別是當{\displaystyle p=0\,\!}時電子位置的徑向坐標：
{\displaystyle r_{1}=(-1+{\sqrt {1+2L^{2}E}})/2E\,\!}；
{\displaystyle r_{2}=(-1-{\sqrt {1+2L^{2}E}})/2E\,\!}。
所以，舊量子條件是
{\displaystyle \oint {\sqrt {2E-{L^{2} \over r^{2}}+{2 \over r}}}\ dr=2\int _{r_{1}}^{r_{2}}{\sqrt {2E-{L^{2} \over r^{2}}+{2 \over r}}}\ dr=kh\,\!}；
其中，{\displaystyle k\geq 0\,\!}是一個新的量子數。
經過一番運算，可以得到
{\displaystyle 2\pi \left({\frac {1}{\sqrt {-2E}}}-L\right)=kh\,\!}。
將量子化的角動量{\displaystyle L=l\hbar \,\!}代入，稍加編排，可得能量為
{\displaystyle E=-{\frac {1}{2(k+l)^{2}\hbar ^{2}}}\,\!}。
兩個量子數{\displaystyle k\,\!}、{\displaystyle l\,\!}共同決定了能量。設定主量子數{\displaystyle n\,\!}：
{\displaystyle n=k+l\,\!}。
由於{\displaystyle k\,\!}是非負整數，{\displaystyle l\,\!}的容許值必須小於或等於{\displaystyle n\,\!}。除了某些小地方以外，這結果與波耳模型的能級結果完全相同。
前述關於氫原子的半經典理論稱為索末菲模型
。其軌道是各種不同尺寸的橢圓軌道處於離散的傾斜平面。索末菲模型預測，原子沿著某直軸的磁矩，只能給出離散值。這預測似乎與旋轉不變性相矛盾，但是卻被斯特恩-革拉赫實驗證實是正確的。

## 光子與物質波
1905年，愛因斯坦發覺在同樣一個盒子內，假若波長很短，則量子化的電磁場諧振子的熵等於一群呈氣體態的粒子的熵。粒子的數量等於量子的數量。愛因斯坦因此推斷，這量子是實際存在於空間某個位置的物體，即光的粒子。他將這量子取名為光子。
愛因斯坦的論點是建立於熱力學，建立於計算物理態的數目，因此並不能完全的說服那時的物理學家。然而，他推斷光具有波動和粒子的雙重性質，更精確地說，給予一個電磁駐波，角頻率是{\displaystyle \omega \,\!}，量子化能量是{\displaystyle E=n\hbar \omega \,\!}，可以被視為由{\displaystyle n\,\!}個能量為{\displaystyle \hbar \omega \,\!}的光子所構成的。很遺憾地，愛因斯坦無法描述光子與波動是怎樣的相關。
光子擁有動量和能量。狹義相對論要求，光子的動量必須是
{\displaystyle p={\frac {h}{\lambda }}\,\!}；
其中，{\displaystyle \lambda \,\!}是電磁波的波長。
1924年，路易·德布羅意還正在攻讀博士學位的時候，他提出了一個新的詮釋。他建議所有的物質，電子或光子，都是物質波，遵守關係式
{\displaystyle \lambda ={h \over p}\,\!}；
其中，{\displaystyle \lambda \,\!}是物質波的波長。
他又聲明，當物質波移動於經典軌道時，舊量子條件計算物質波的相位變化，要求總變化是{\displaystyle 2\pi \,\!}的整數倍數：
{\displaystyle \oint pdx=\oint {\frac {h}{\lambda }}dx=nh\,\!}。
沿著經典軌道，波長的數目必須是整數。這條件是建設性干涉的條件，也解釋了為什麼要量子化軌道：只有在離散頻率、離散能量的前提下，物質波才能形成駐波。
舉例而言，給予一個盒中粒子問題，一個駐波的半波長{\displaystyle \lambda /2\,\!}的整數倍數{\displaystyle n\,\!}  必須等於盒子的邊長{\displaystyle L\,\!}，這駐波才能夠長存在。舊量子條件表達為
{\displaystyle n\lambda /2=L\,\!}。
那麼，量子化動量是
{\displaystyle p={\frac {nh}{2L}}\,\!}。
這樣，可以複製舊量子能級。

## 克拉莫躍遷關係
舊量子論只能適用於特定的力學系統，能夠用週期性的作用量-角度變量來分離的特別力學系統。舊量子論無法處理輻射的發射和吸收。雖然這樣，亨德里克·克拉莫 (Hendrik Kramers)找到了一個啟發式，描述怎樣計算輻射的發射和吸收。
克拉莫建議，應該傅立葉分析一個量子系統的軌道，將軌道依照軌道頻率的倍數分解成調和函數：   
{\displaystyle X_{n}(t)=\sum _{k=-\infty }^{\infty }e^{ik\omega t}X_{n;\,k}\,\!}。
其中，下標{\displaystyle n\,\!}是軌道的量子數，在索末菲模型裏，代表{\displaystyle n,\,l,\,m\,\!}量子數組，{\displaystyle \omega \,\!}是軌道的角頻率，{\displaystyle k\,\!}是傅立葉模態。   
克拉莫注意到，只有當頻率是軌道頻率的整數倍數的時候，才會發生輻射的經典發射。在他的量子色散理論裏，他提議兩個物理態之間的躍遷可以比擬為輻射的經典發射。那麼，輻射的發射率應正比於{\displaystyle |X_{k}|^{2}\,\!}，如同在經典力學的應有的物理行為。克拉莫的描述並不精確，因為傅立葉分量的頻率並不完全匹配能級之間的差距。
這點子後來引導出矩陣力學的發展。

## 歷史
馬克斯·普朗克對於光波的發射和吸收的研究，點燃了舊量子論。後來，愛因斯坦發表了固體比熱的傑作。緊接著，應用量子原理於原子運動，彼得·德拜解釋了比熱的異常現象。這些貢獻開啟了舊量子論如火如荼的發展。
1913年，波耳發表了對應原理。應用這原理，他又建構了氫原子的波耳模型，成功地解釋出氫原子的發射譜線。
整個1910年代，一直到1920年代中期，物理學家應用舊量子論為一個解析原子問題的嶄新利器。但是有成功也有失敗，效果並不一致。在這期間，科學家知曉了分子的旋轉和振動譜線，也發現了電子自旋；但這些也引起了半整數量子數的困惑。愛因斯坦提出了零點能量理論。阿諾·索末菲半經典地量子化相對論性氫原子。克拉莫給予了斯塔克效應 (Stark effect)一個合理的解釋。薩特延德拉·玻色和愛因斯坦正確地找到了光子的量子統計。
於1924年，克拉莫發表了量子色散理論，藉著運動軌道的傅立葉分量，可以計算從一個量子態躍遷至另一個量子態的機率。通過與海森堡的合作，這點子被延伸為一個半經典的，以類似矩陣的形式來描述的原子躍遷機率。海森堡繼續這研究，以這躍遷方法來重新表述量子理論，原創出矩陣力學。
同樣於1924年，德布羅意提出物質的波動理論。在1926年，薛丁格找到了一個量子波動方程式，能夠清楚明瞭，前後一致地複製舊量子論的所有成果。後來，薛丁格證明了他的波動力學和海森堡矩陣力學是等價的。波動力學和矩陣力學共同結束了舊量子論的時代。

## 外部連結
- 國立交通大學物理系視聽教學：舊量子論。